# Терсди
Остров Те́рсди (англ. Thursday Island, TI; Waiben) — остров в Торресовом проливе, расположенный в 39 км к северу от полуострова Кейп-Йорк (Австралия). Остров имеет площадь около 3,5 км ². Высшая точка — Мильман-Хилл, 104 м над уровнем моря (во время Второй мировой войны — объект обороны). Расположен в 2182 км от Брисбена — столицы штата Квинсленд, 540 км от Порт-Морсби — столицы Папуа—Новой Гвинеи.
Является административным и коммерческим центром Островов Торресова пролива.

## История
Остров заселён в течение тысяч лет меланезийцами Островов Торресова пролива, которые назвали остров Вайбин (язык аборигенов Waiben — «нет воды» или «место без воды»), что, как полагают, связано с нехваткой пресной воды на острове.
В мае 1875 года местность на юго-западе Терсди была признана лучшим местом, в которое могут быть перенесены поселения с Кейп-Йорк. Поселение на острове всего лишь на несколько миль удалено от основных путей торговых судов на севере Австралии. 16 июля 1875 года Департамент общественных работ (англ. Department of Public Works) объявил «Тендер на правительственные здания, остров Терсди», а 29 июня 1876 года — «Тендер на перевозку материалов к острову Терсди» (около 400 тонн груза). 6 октября 1876 года Департамент общественной земли (англ. Department of Public Lands) зарезервировал остров Терсди для общественных потребностей. В декабре того же года Терсди окончательно провозглашено местом нового поселения.
В 1877 году правительство Квинсленда создало на острове административный центр островов Торресова пролива. Административные правительственные учреждения были перенесены из Сомерсета (полуостров Кейп-Йорк). Первый магистрат полиции на Терсди — Генри Честер (с июля 1877 года до апреля 1885 года, с октября 1875 года был назначен магистратом полиции в Сомерсете и сохранил свой пост после переноса административного центра).
3 апреля 1883 года Честер прибыл в Порт-Морсби по поручению сэра Томаса МакИлрейза, премьер-министра Квинсленда, и в 10 часов утра 4 апреля формально аннексировал Новую Гвинею и близлежащие острова от имени британского правительства, зачитав прокламацию о присоединении территорий к английской короне. Однако британское правительство выразило своё раздражение действиями Честера и отказалось их признавать, видя в этом акте необоснованный империализм обычной колонии, которой был Квинсленд.
В 1883 году на острове базировалось более 200 судов сборщиков жемчужных раковин (Pinctada maxima), которые в викторианскую эпоху были известны как «мать жемчуга». Сами жемчужины попадались не часто и небольшого размера. 4 марта 1899 года циклон Магина, ударивший юго-восточнее Терсди по восточному побережью полуострова Кейп-Йорк, разрушил большую часть флота добытчиков, которые нашли там убежище, и забрал много жизней. Оправившись от тяжёлых потерь, добыча перламутра продолжала процветать до 1905 года, когда Британская империя стала преследовать её в законодательном порядке. Печальное напоминание о периоде добычи перламутра — большое японское кладбище, уступает лишь аналогичному кладбищу в Бруме, где похоронены сотни японских сборщиков.
В период между августом 1891 и маем 1893 годов из-за угрозы вторжения России (вследствие ухудшения отношений между Российской и Британской империями) на западной оконечности острова Терсди был построен форт Грин-Хилл (58 м над уровнем моря). Он обеспечивал оптимальный контроль основных морских путей и, как таковой, продолжал действовать до 1927 года. В 1934 году Федеральное правительство объявило тендер на снос всех зданий, которые оставались на месте старых казарм и в фортах Грин-Хилл и Мильман-Хилл (около 17 сооружений). Во время Второй мировой войны форт Грин-Хилл использовался как станция беспроводной связи, а также как сигнальная станция. Сейчас форт является историческим наследием острова. В 1994 году с его подземной части перенесены экспонаты Музея Торресова пролива (англ. Torres Strait Museum).
Оправдывая своё местное название («место без воды»), остров время от времени испытывает нехватку питьевой воды из-за недостаточности осадков. Так, в ноябре 1935 года сообщалось о опустевших городских резервуарах.
27 января 1942 года, после потери Сингапура во время Второй мировой войны, австралийское правительство издало приказ эвакуировать всех гражданских лиц с Терсди, который стал военной базой. Возвращение гражданских лиц на остров началось в 1946 году.

## Известны лица, посещавшие остров

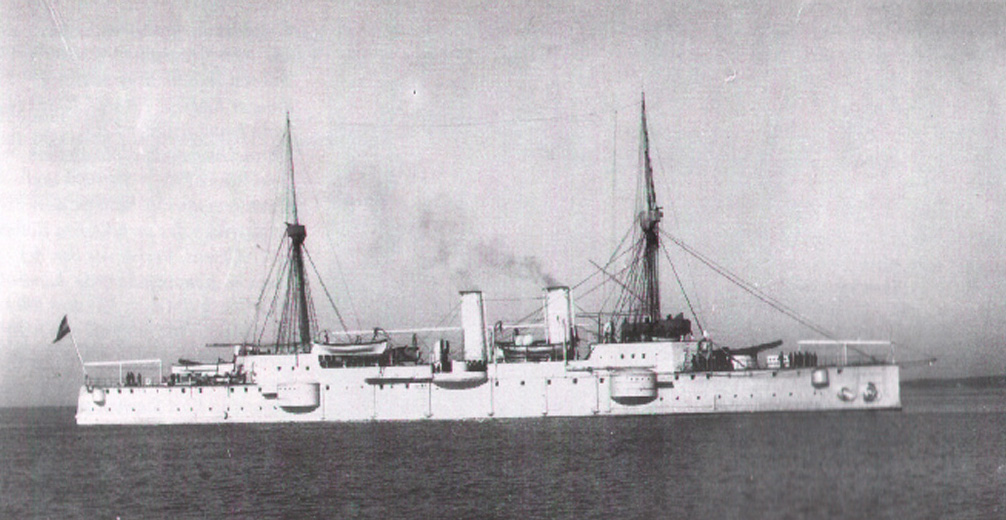
SMS (Seiner Majestät Schiff) Kaiserin Elisabeth

Миклухо-Маклай Николай Николаевич — путешественник, антрополог, этнограф, географ; исследователь народов Юго-Восточной Азии, Австралии и Океании:
- июль 1878 года — возвращаясь по рекомендации врачей из Сингапура в Сидней на королевском почтовом пароходе «Somerset»[11];
- апрель 1880 года — прибыл на миссионерском пароходе «Ellengowan», находился на острове 6 дней[12]; на пароходе «Corea» направился на юг в Брисбен[13];
- 29 мая 1883 года — возвращаясь в Сидней на пассажирском пароходе «Venice» после третьего путешествия на Берег Миклухо-Маклая[14].

Франц Фердинанд — австрийский эрцгерцог: 6-9 мая 1893 года — во время кругосветного путешествия на пути из Батавии в Сидней на крейсере «Kaiserin Elisabeth». Именно здесь наследник Австрийской империи впервые встал на австралийскую землю.

## Климат
Температура на острове Терсди колеблется от 22 до 32 °C. Самая высокая температура в период с октября по апрель.
| Показатель                                                              | Янв.  | Фев.  | Март  | Апр.  | Май  | Июнь | Июль | Авг. | Сен. | Окт. | Нояб. | Дек.  | Год    |
| ----------------------------------------------------------------------- | ----- | ----- | ----- | ----- | ---- | ---- | ---- | ---- | ---- | ---- | ----- | ----- | ------ |
| Средний суточный максимум, °C                                           | 30,8  | 30,2  | 30,6  | 30,5  | 29,9 | 29,0 | 28,3 | 28,6 | 29,4 | 30,7 | 32,1  | 31,9  | 29,2   |
| Средний суточный минимум, °C                                            | 25,1  | 24,8  | 24,9  | 24,8  | 24,3 | 23,4 | 22,7 | 22,6 | 23,1 | 24,2 | 25,2  | 25,2  | 24,2   |
| Норма осадков, мм                                                       | 432,4 | 407,2 | 339,0 | 201,7 | 53,0 | 15,8 | 10,5 | 6,7  | 3,1  | 9,1  | 45,1  | 192,8 | 1757,6 |
| Источник: http://www.bom.gov.au/climate/averages/tables/cw_027021.shtml |       |       |       |       |      |      |      |      |      |      |       |       |        |

## Население
По переписи 2006 года население острова составляло 2546 человек. Из общей численности населения Терсди 72,3 % (1842 человека) были местными жителями (включая аборигенов и жителей островов Торресова пролива), по сравнению с 2,3 % коренных жителей в Австралии.